# Эстонская Республика (1918—1940)
Первая Эстонская Республика (эст. Esimene Eesti Vabariik) — период в истории Эстонии. Она была провозглашена 24 февраля 1918 года.
Независимость Эстонии была достигнута в ходе Освободительной войны. 2 февраля 1920 года Советская Россия и Эстония подписали мирный договор о взаимном признании.
15 июня 1920 года Учредительное собрание одобрило проект первой конституции Эстонской Республики.
22 сентября 1921 года Эстония стала членом Лиги Наций.
После вступления в силу второй конституции 1934 года в стране произошёл государственный переворот, в результате которого в Эстонии утвердился авторитарный режим во главе с Константином Пятсом.
В результате раздела сфер влияния между СССР и Германией в 1939 году, Эстонии в сентябре 1939 года Советским Союзом был предложен «Пакт о взаимопомощи». 21 июля 1940 года решением чрезвычайного парламента Эстонской Республики («Декларация о государственной власти в Эстонии» провозгласила создание Эстонской ССР), а 6 августа 1940 года Эстония была включена в состав СССР.
В 1944 году эстонскими политиками и премьер-министром при Пятсе Юри Улуотсом был создан Национальный комитет Эстонии как восстановленное правительство Эстонской Республики, однако оно продержалось лишь четыре дня, после чего было переоформлено в правительство в изгнании.
20 августа 1991 года Эстония восстановила независимость на основе концепции континуитета (продолжения правосубъектности) довоенной Эстонской Республики.

## Создание Эстонской Республики
После Февральской революции 1917 г. и в процессе распада Российской империи на северо-западных территориях бывшей империи 24 февраля 1918 года была провозглашена независимая Эстонская Республика. 21—22 января (3—4 февраля) 1918 года были проведены выборы в Эстонское Учредительное собрание.
В ходе Освободительной войны вновь созданная эстонская армия под командованием полковника Йохана Лайдонера в союзе с русской Северо-Западной армией и при помощи британского флота, а также шведских и финских добровольцев отразила попытки Красной армии захватить всю территорию Эстонии.
2 февраля 1920 года между РСФСР и Эстонией был заключён мирный договор, которым обе стороны официально признали друг друга (первый международный договор обоих государств).

## Период с 1920 по 1934 год

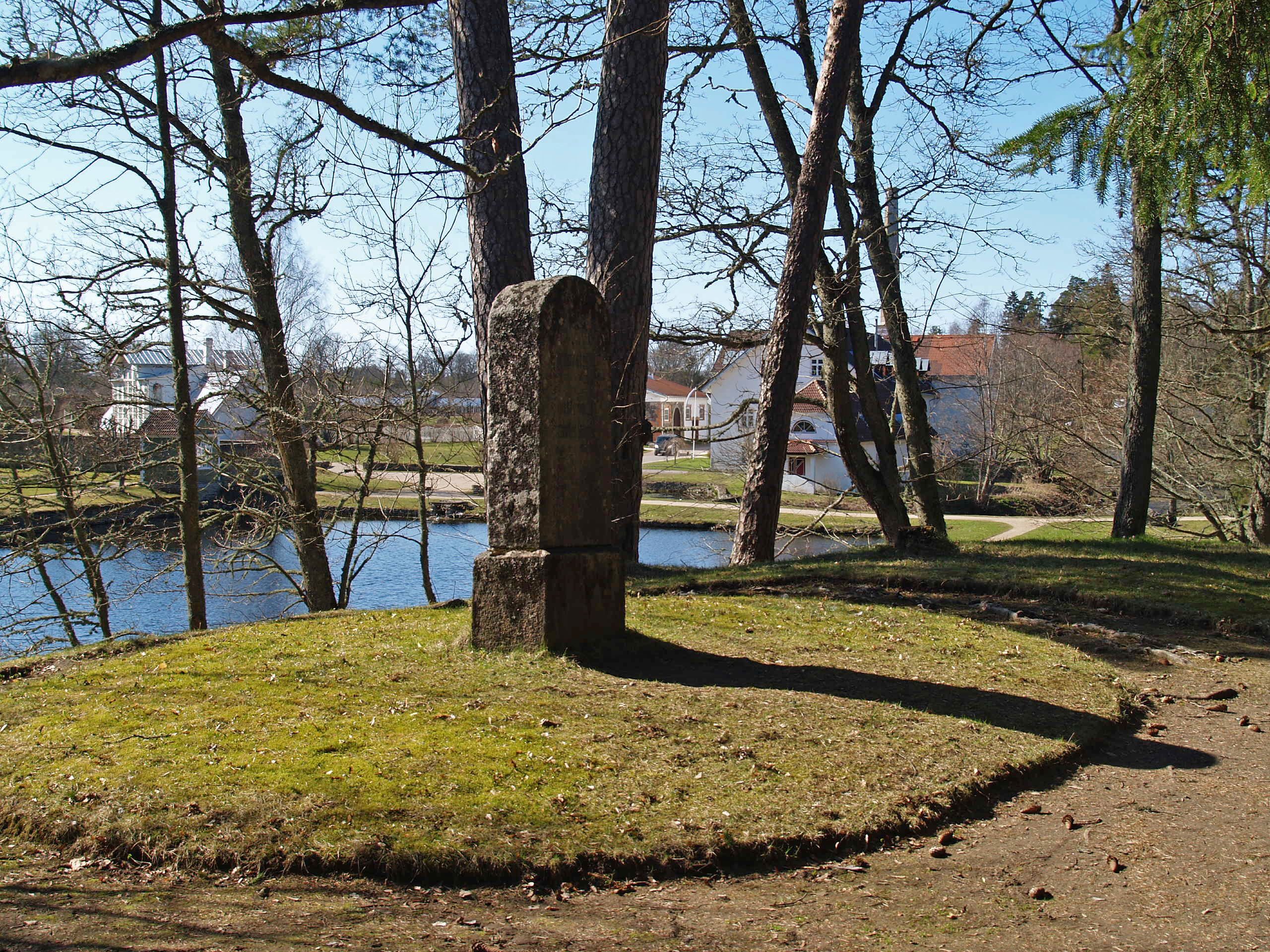
Памятник земельной реформе 1919 года на мызе Пальмсе. Установлен 28 мая 1933 года

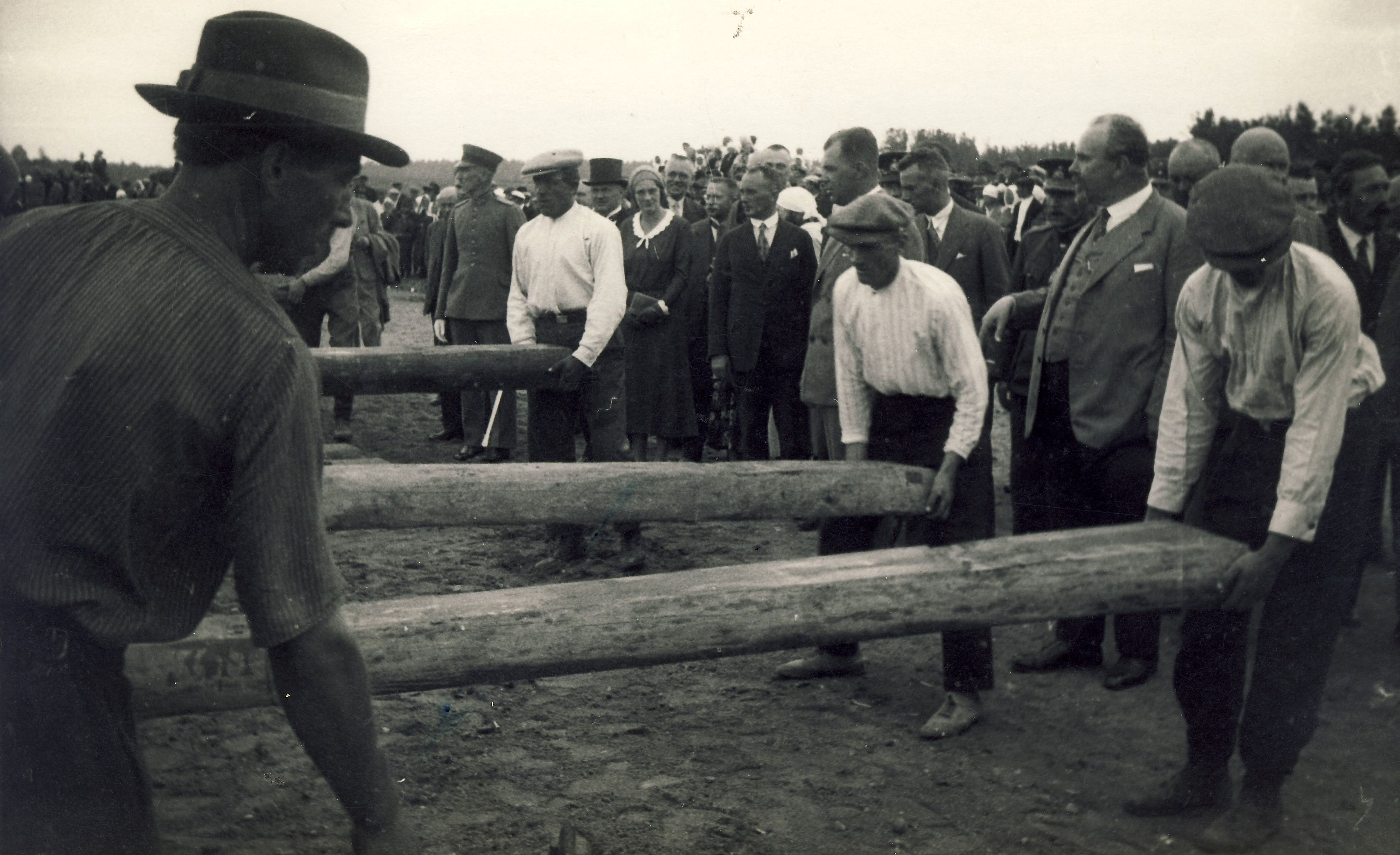
Начало строительства железной дороги Рапла—Виртсу, 1928 год

15 июня 1920 года Учредительное собрание одобрило проект первой конституции Эстонской Республики. В государстве был введен формальный принцип разделения властей, однако в реальности правительство подчинялось парламенту. Парламент также назначал судей. Это в сочетании с сильными инструментами прямого народного волеизъявления в виде референдумов привело к дисбалансу властей и крайней нестабильности правительства.
9 июня 1920 года был принят Закон об упразднении сословий, отменивший все сословия в Эстонии, а также все законы и постановления, содержавшие сословные права, привилегии, обязанности и ограничения прав.
С 1920 по 1934 год сменилось 23 правительства.
К осени 1921 года новое государство получило международное признание. 22 сентября 1921 года Эстония стала членом Лиги наций.
В декабре 1924 года эстонскими коммунистами при поддержке и содействии СССР была предпринята попытка вооружённого восстания, которая провалилась из-за равнодушия рабочих и поддержки правительства армией. После этого компартия была запрещена, а коммунисты потеряли существенную часть своего политического влияния на эстонское общество.
Независимость страны вызвала необходимость решить, как именно будут использоваться национальные ресурсы, найти новые рынки. В начале 1920-х годов экономическая ситуация в стране была сложная. Оборудование промышленных предприятий было устаревшим, качество продукции низким, промышленность сильно зависела от импортируемого сырья, многие предприятия были разрушены во время войны. Экономическая политика правительства Эстонии была направлена на индустриализацию страны и на создание экспортонаправленных отраслей. Банк Эстонии выдал кредиты на основание новых предприятий. Экономика Эстонии в значительной степени зависела от торговли с СССР, главной статьей эстонского экспорта в СССР была бумага.
Росту экономики дала импульс земельная реформа — конфискованные крупные землевладения остзейских немцев были переданы малоземельным хуторянам и ветеранам Освободительной войны. После экономического спада 1923—1924 годов министр финансов Отто Страндман инициировал новую экономическую политику, направленную на развитие экспорта. Однако во время мирового экономического кризиса (1929—1933) цены на эстонские экспортные товары резко упали. В 1928 году была проведена денежная реформа и марка заменена на крону, курс которой был привязан к английскому фунту стерлингов. В 1929 году было подписано торговое соглашение, а 4 августа 1932 года — пакт о ненападении между Эстонской Республикой и Советским Союзом.
Во время мирового экономического кризиса в Эстонии на политическую сцену вышла праворадикальная Лига ветеранов Освободительной войны (эст. Vabadussõjalaste Liit), сокр. «вапсы» (эст. vapsid). В 1933 году конституционный референдум поддержал предложенные «вапсами» изменения — ограничение законодательной власти парламента, уменьшение количества парламентариев со 100 до 50 и усиление власти президента, вплоть до возможности наложения президентом вето на решения парламента, введение прямых выборов президента.

## Государственный переворот 1934 года и режим Пятса
Вторая конституция вступила в силу в январе 1934 года, Константин Пятс занял пост премьер-министра в обязанности государственного старейшины (президента). Опасаясь неизбежной победы партии «вапсов» на предстоящих выборах и пользуясь предоставленными новой конституцией почти диктаторскими полномочиями, 12 марта 1934 года он, совместно с Йоханом Лайдонером, который снова возглавил эстонскую армию, совершил государственный переворот. В результате военного переворота было установлено авторитарное правление и объявлено о состоянии чрезвычайного положения. Пятс был объявлен Государственным Протектором Эстонии (Riigihoidja), Лига ветеранов была запрещена, около 400 членов этой организации было арестовано, выборы отменены, полномочия Рийгикогу 5-го созыва, одобрившего действия Пятса и Лайдонера, были продлены. Несмотря на это, в октябре 1934 года Государственное собрание (Рийгикогу) было распущено.
Начавшийся период, называемый «эпохой безмолвия», характеризовался сворачиванием парламентской демократии, авторитарным правлением, усилением эстонского национализма и реорганизации общества на основе идей корпоративизма, подобно итальянскому фашизму, португальскому Новому государству и австрофашизму. Страной фактически правил триумвират, состоявший из президента (Константин Пятс), главнокомандующего армией (Йохан Лайдонер) и министра внутренних дел (Каарел Ээнпалу). В марте 1935 года в Эстонии была введена однопартийная система, в которой роль правящей партии получила Патриотическая лига. Главная идея Пятса заключалась в том, что нация должна быть организована и представлена в парламенте не конкурирующими партиями, а корпоративными «профессиональными палатами». Пятс высказывал эти взгляды ещё в 1918 году, а до 1935 года были созданы две такие палаты — Торгово-промышленная палата и Сельскохозяйственная палата.
Вместе с тем, экономика страны, в особенности её промышленность, пережила период бурного роста. Во второй половине 1930-х годов начался рост промышленного производства (до 14 % в год). К 1938 году доля промышленности в национальном доходе достигла 32 %. Доля промышленной продукции в эстонском экспорте выросла с 36 % в конце 1920-х до 44 % к концу 1930-х. Были созданы новые предприятия, усовершенствованы производственные технологии. Добыча горючего сланца к 1939 г. достигла 2 млн тонн, было произведено 181 тыс. тонн сланцевого масла и 22,5 тыс. тонн сланцевого бензина. Большое значение для экономики страны имели текстильная, химическая и пищевая промышленность, металлообработка, деревообработка, производство бумаги, добыча торфа и фосфоритов. Было развито сельское хозяйство. В некоторых отраслях промышленности доминировал иностранный капитал.
Главными торговыми партнёрами были Великобритания и Германия. Доля СССР во внешнеторговом обороте к концу 1930-х заметно сократилась. Эстония экспортировала мясные продукты, масло, рыбу, яйца, текстильные товары, бумагу, целлюлозу, фанеру, сланцевое масло и бензин, цемент и стекло; импортировались промышленная продукция и сырье.
Особенностью экономики Эстонии 1930-х годов стало развитие кооперативного движения. В 1939 году «Кооперативный союз Эстонии» объединял свыше 3 тыс. кооперативов, насчитывавших 284 тыс. членов. 200 кооперативных банков обслуживали 77 тыс. клиентов, располагали 52 % всех депозитов в стране и выдали 51 % всех ссуд. 314 молочных кооперативов с 32 тыс. членов произвели 98 % масла и 17 % сыра Эстонии.

### Конституция 1937 года
В 1937 году созванное Пятсом Национальное Собрание (Rahvuskogu) одобрило (оппозиция бойкотировала этот акт) третью конституцию Эстонской Республики, основанную на предложениях главы государства. Конституция вступила в силу 1 января 1938 года. Вновь избранный парламент принял решение об амнистии политических заключённых, как коммунистов, так и членов Лиги ветеранов.
В соответствии с новой конституцией главой государства становился президент, избираемый на 6 лет. Президент получал власть распускать правительство и накладывать вето на решения парламента. Более того, президент получил и законодательные полномочия — в период между сессиями парламента и в случае «государственной необходимости» он мог самолично издавать законы в виде президентских декретов (Пятс широко использовал эту возможность ещё до принятия конституции). В новой конституции сохранялись все основные гражданские права, но оставалась возможность ограничить свободу слова для сохранения государственной безопасности и морали. Избирательный возраст был увеличен с 20 до 22 лет. Была введена двухпалатная парламентская система: Государственная дума (Riigivolikogu), члены которой избирались на 5 лет, и Государственный Совет (Riiginõukogu), состоящий из 40 членов, 10 из которых назначались президентом. Таким образом, Эстония становилась не парламентской, а президентской республикой. Одним из положений, существенно ограничивающим демократию, стало то, что референдум, который мог бы изменить конституцию, мог состояться только по решению президента. 24 апреля 1938 года парламент избрал К. Я. Пятса на должность президента, и в тот же день состоялась его инаугурация на этот пост.
В 1938 году были созданы «лагеря для лодырей» — лагеря для принудительного труда безработных. Там был тюремный режим, 12-часовой рабочий день, и наказания розгами. В «лагеря для лодырей» заключали на срок от 6 месяцев до 3-х лет всех «шатающихся без работы и средств к существованию».

## Присоединение Эстонии к СССР

### Предвоенные события
Соглашение о коллективной безопасности в Европе не было достигнуто из-за политики Запада по умиротворению Германии. Из-за страха перед советской агрессией правительство Эстонии ориентировалось на Германию. 7 июня 1939 года в Берлине министр иностранных дел Эстонии К. Сельтер и министр иностранных дел Германии И. фон Риббентроп подписали Договор о ненападении. Срок договора составлял десять лет, с автоматическим возобновлением на новый десятилетний период, с одной лишь оговоркой, что договор потеряет силу в случае прекращения действия Договора о ненападении между Германией и Латвией, заключённого в тот же день. В случае нападения одной из сторон на третью договор оставался в силе. Договор сопровождался секретной клаузулой, согласно которой Эстония обязывалась принять «с согласия Германии все необходимые меры военной безопасности по отношению к Советской России», поскольку эстонское руководство считало, что именно нападение СССР представляет для Эстонии единственную опасность. В это время в Эстонии насчитывалось порядка 160 германских ассоциаций и обществ, занимавшихся пропагандой идей национал-социализма и прогерманских идей.
Одновременно с переговорами с Англией и Францией СССР зондировал возможность наладить отношения с Германией. 23 августа 1939 года был заключён Договор о ненападении между Германией и Советским Союзом (пакт Молотова — Риббентропа). Согласно секретному дополнительному протоколу о разграничении сфер обоюдных интересов в Восточной Европе на случай «территориально-политического переустройства», предусматривалось включение Эстонии, Латвии, Финляндии, Западной Украины, Западной Белоруссии и Бессарабии в сферу интересов СССР Германия и СССР сходились во мнении, что суверенитет малых государств, оказавшихся между двумя великими державами, подлежит ликвидации. Следствием этого пакта считается аннексия Эстонии Советским Союзом.

### После начала войны
После начала Второй мировой войны 15 сентября 1939 года в Таллин как порт нейтрального государства зашла польская подводная лодка «Орёл». Однако 18 сентября, на следующий день после падения польского правительства (17 сентября 1939 года), подлодка покинула Таллин и ушла в Англию. Это было расценено Советским Союзом как подтверждение неспособности Эстонии самостоятельно обеспечить безопасность на своей территории, о чём заявил министр иностранных дел СССР Вячеслав Молотов своему эстонскому коллеге Карлу Сельтеру на проходивших в Москве торговых переговорах между Эстонией и СССР. Молотов отметил, что Эстония может стать плацдармом для нападения на СССР и предложил реальные гарантии безопасности с условием размещения военных баз в дополнение к потенциалу вооруженных сил Эстонии. Ещё 17 апреля 1939 года посланник Латвии в Эстонии В. Шуманис сообщал в МИД, что «в эти дни в Эстонии уравнена продолжительность военной службы и продлена для всех родов войск до 18 месяцев», а «в мае или июне в Эстонии предусмотрено продлить всеобщую военную службу на 2 года». Однако, «по расчетам знатоков, нынешний состав частей вооруженных сил столь мал (в связи с годами мировой войны, когда рождаемость была очень ничтожна), что невозможно даже провести единовременную всеобщую мобилизацию, из-за недостатка кадров».
После консультаций К. Сельтера с президентом, парламентом и правительством, а также по рекомендации Германии 26 сентября было принято решение продолжить переговоры и заключить с СССР договор о взаимопомощи сроком на 10 лет. Парламент Эстонии ратифицировал договор в начале октября.
Согласно договору, в Эстонии разместили контингент Красной армии в количестве 25 000 солдат и офицеров, что значительно превышало численность армии Эстонии (16 500 человек). Военно-морские базы были созданы на Сааремаа, Хийумаа и полуострове Пакри (в Палдиски), на западе Эстонии были построены аэродромы. Весной 1940 г. для расширения баз СССР были предоставлены дополнительные участки. Населением страны альянс с СССР был воспринят положительно, о чём также сообщал в свое ведомство латвийский посланник Шуманис ещё в 1939 году: «В правительственных кругах с опасением взирают на то, как в народе в широких размерах существует благожелательное настроение к русской угрозе. Такое настроение в критический момент может привести к тому, что в народе не хватит достаточной силы духа, чтобы взяться за оружие против русских. Против немцев настроение в народе всё время было решительным».
Начиная с осени 1939 года Германия развернула войну на море и на суше против Англии и Франции. 14 июня 1940 года пал Париж, 16 июня правительство Франции, переместившееся в Бордо, возглавил Петен, начавший переговоры о капитуляции. Стало очевидно, что завоевание западной Европы близится к концу.
В тот же день, 16 июня 1940 года, Молотов вручил эстонскому послу ультимативную ноту, в которой требовал немедленного ввода в Эстонию дополнительного контингента советских войск численностью 90 000 человек и объявления новых выборов для прихода к власти правительства, которое однозначно будет выполнять договорные обязательства по отношению к Советскому Союзу. Пятс принял ультиматум.

После проведения внеочередных выборов в парламент, к которым были допущены только коммунисты и им сочувствующие, он принял решение об образовании Эстонской Советской Социалистической Республики и вхождении в состав СССР. 6 августа 1940 года Эстония была включена в состав СССР.

## Восстановление независимости
В ходе распада СССР восстановление независимости Эстонии в период 1990—1992 гг. осуществлялось на основе концепции континуитета, то есть как продолжение правосубъектности Эстонской Республики, прерванной в 1940 году. Так, новая Конституция Эстонии была принята на референдуме 28 июня 1992 года, который проводился на основании статьи 1 Конституции Эстонской Республики 1938 года. В статье 122 Конституции 1992 года есть отсылка к Тартускому мирному договору 1920 года. Парламент, избранный в 1992 году, 7 октября того же года принял декларацию, в которой, в частности, объявил, что «Современная Эстонская Республика в качестве субъекта международного права идентична Эстонской Республике, провозглашённой 24 февраля 1918 года, павшей жертвой агрессии Советского Союза в 1940 году и незаконно включённой в состав Советского Союза».
По поводу правовой обоснованности концепции континуитета существует широкий разброс мнений специалистов в области международного права — от отрицания до поддержки.